# Олден (Вісконсин)
Олден (англ. Alden) — місто (англ. town) в США, в окрузі Полк штату Вісконсин. Населення — 2918 осіб (2020). Площа міста 152,9 км².

## Демографія
Згідно з переписом 2010 року, у місті мешкало 2786 осіб у 1059 домогосподарствах у складі 797 родин. Було 1396 помешкань
Расовий склад населення:
| - 98,6 % — білих - 0,3 % — азіатів - 0,1 % — корінних американців - 0,1 % — чорних або афроамериканців |

До двох чи більше рас належало 0,8 %. Частка іспаномовних становила 0,6 % від усіх жителів.
За віковим діапазоном населення розподілялося таким чином: 24,8 % — особи молодші 18 років, 63,5 % — особи у віці 18—64 років, 11,7 % — особи у віці 65 років та старші. Медіана віку мешканця становила 42,4 року. На 100 осіб жіночої статі у місті припадало 108,4 чоловіків;  на 100 жінок у віці від 18 років та старших — 111,0 чоловіків також старших 18 років.
Середній дохід на одне домашнє господарство  становив 82 114 долари США (медіана — 70 550), а середній дохід на одну сім'ю — 91 725 доларів (медіана — 78 380). Медіана доходів становила 54 830 доларів для чоловіків та 41 827 доларів для жінок. За межею бідності перебувало 6,1 % осіб, у тому числі 3,6 % дітей у віці до 18 років та 12,5 % осіб у віці 65 років та старших.
Цивільне працевлаштоване населення становило 1462 особи. Основні галузі зайнятості: виробництво — 19,8 %, освіта, охорона здоров'я та соціальна допомога — 19,2 %, роздрібна торгівля — 12,9 %, мистецтво, розваги та відпочинок — 9,1 %.